# Belonoptera phyllula
Belonoptera phyllula é uma mariposa, ou traça, noturna e neotropical da família Thyrididae, encontrada nas florestas tropicais e subtropicais úmidas da região sudeste do Brasil. Foi classificada por Gottlieb August Wilhelm Herrich-Schäffer em 1858, que também denominou o seu gênero, Belonoptera; atribuindo seu nome a Achille Guenée (que a denominara Siculodes nervicula) e que, segundo o Museu de História Natural de Londres, não publicou este nome, Belonoptera, até 1877.

## Descrição
Esta espécie, em vista superior, apresenta asas com uma camuflagem de folha seca nervurada, extremamente angulosas, contendo uma pontuação albescente em cada área mais ou menos central de suas asas posteriores, como um furo. Na botânica, phyllula significa a cicatriz deixada por um galho ou pela queda de uma folha. Segundo Herrich-Schäffer, em sua descrição original da espécie, contida no livro Sammlung neuer oder wenig bekannter aussereuropäischer Schmetterlinge, esta é "uma forma bastante peculiar, aparentemente relacionada com Draconia peripheta (Cramer)".

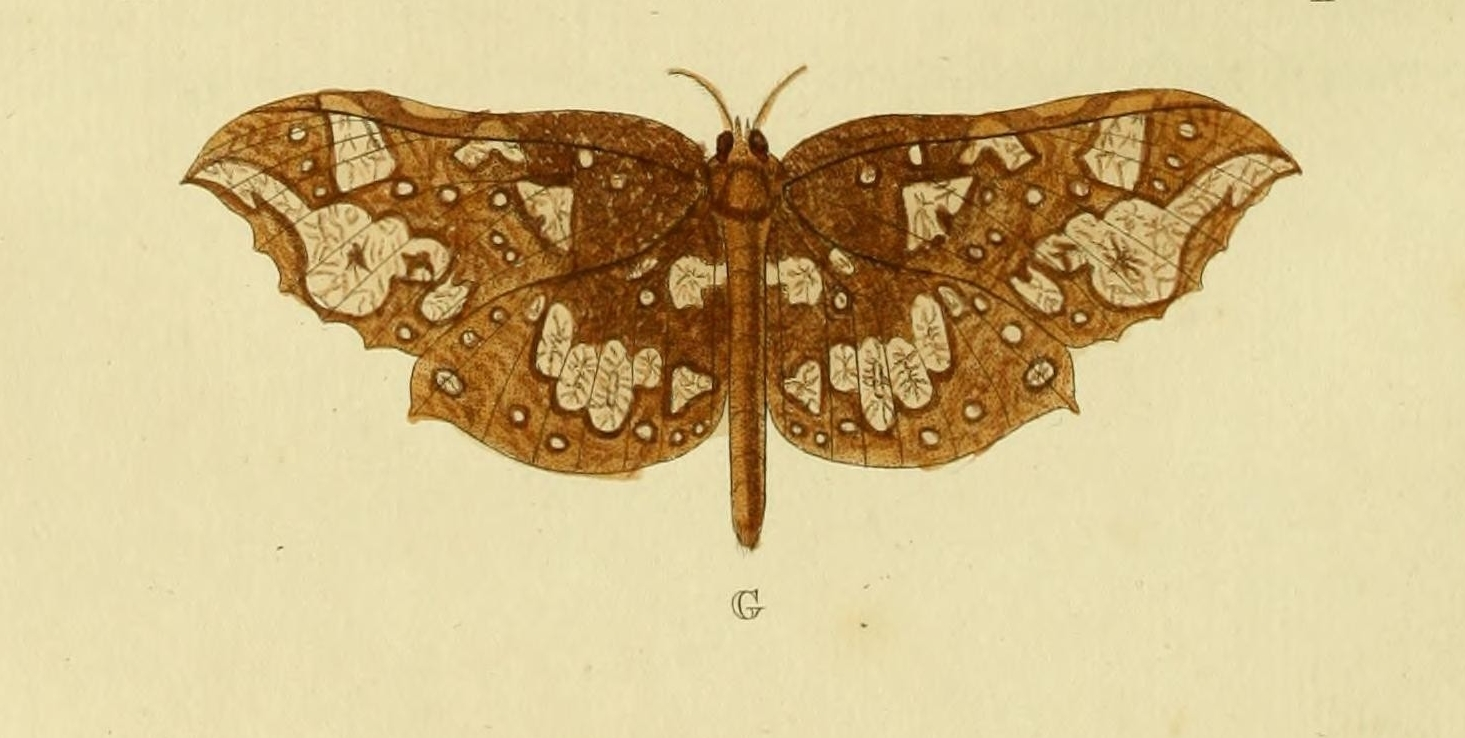
Ilustração de Draconia peripheta, vista superior.